# Chiesa e convento di Santa Maria degli Angeli
La chiesa di Santa Maria degli Angeli, con annesso convento, è un luogo di culto cattolico dalle forme tardo gotiche situato in via Provesi 39 a Busseto, in provincia di Parma e diocesi di Fidenza, nei pressi della rinascimentale Villa Pallavicino; è sussidiaria della parrocchiale di San Bartolomeo Apostolo e fa parte del vicariato della Bassa Parmense.

## Storia
La chiesa fu innalzata a partire dal 1470 su finanziamento dei fratelli Gian Lodovico e Pallavicino Pallavicini, in attuazione delle disposizioni testamentarie del padre, marchese Rolando il Magnifico, scomparso nel 1457; il cantiere dell'annesso convento francescano iniziò nel 1472 ed i lavori terminarono nel 1474. Il complesso fu progettato in stile gotico, seppur in epoca rinascimentale, in conformità con le tipiche strutture conventuali francescane dell'epoca, caratterizzate dalla sobrietà delle facciate e degli interni.
Nel 1475 i frati entrarono nel convento, organizzandovi già nel 1480 un capitolo provinciale dell'Ordine.
Le cappelle laterali della chiesa furono aggiunte nei decenni successivi; delle quattro presenti sul lato sinistro, nel 1478 furono costruite le due più distanti dall'ingresso, mentre le altre furono innalzate a partire dal 1484.
Il convento nei secoli seguenti fu ampliato e decorato in più riprese, fino al XIX secolo.
Il maestro Giuseppe Verdi, abituale frequentatore della chiesa fin dalla tenera età, vi si esibì con successo il 6 gennaio del 1836 in un concerto d'organo; lo strumento fu venduto alla chiesa di Trevozzo nel 1912 e sostituito con uno nuovo, a sua volta rimpiazzato con un altro nel 1919.
Il presbiterio fu innalzato nel 1926, unitamente all'altare maggiore, e consacrato solennemente l'anno seguente dal vescovo di Fidenza.
A partire dagli ultimi anni del XX secolo gli interni della chiesa furono interessati da importanti interventi di restauro conservativo, che si conclusero nel 2010.

## Descrizione

### Chiesa

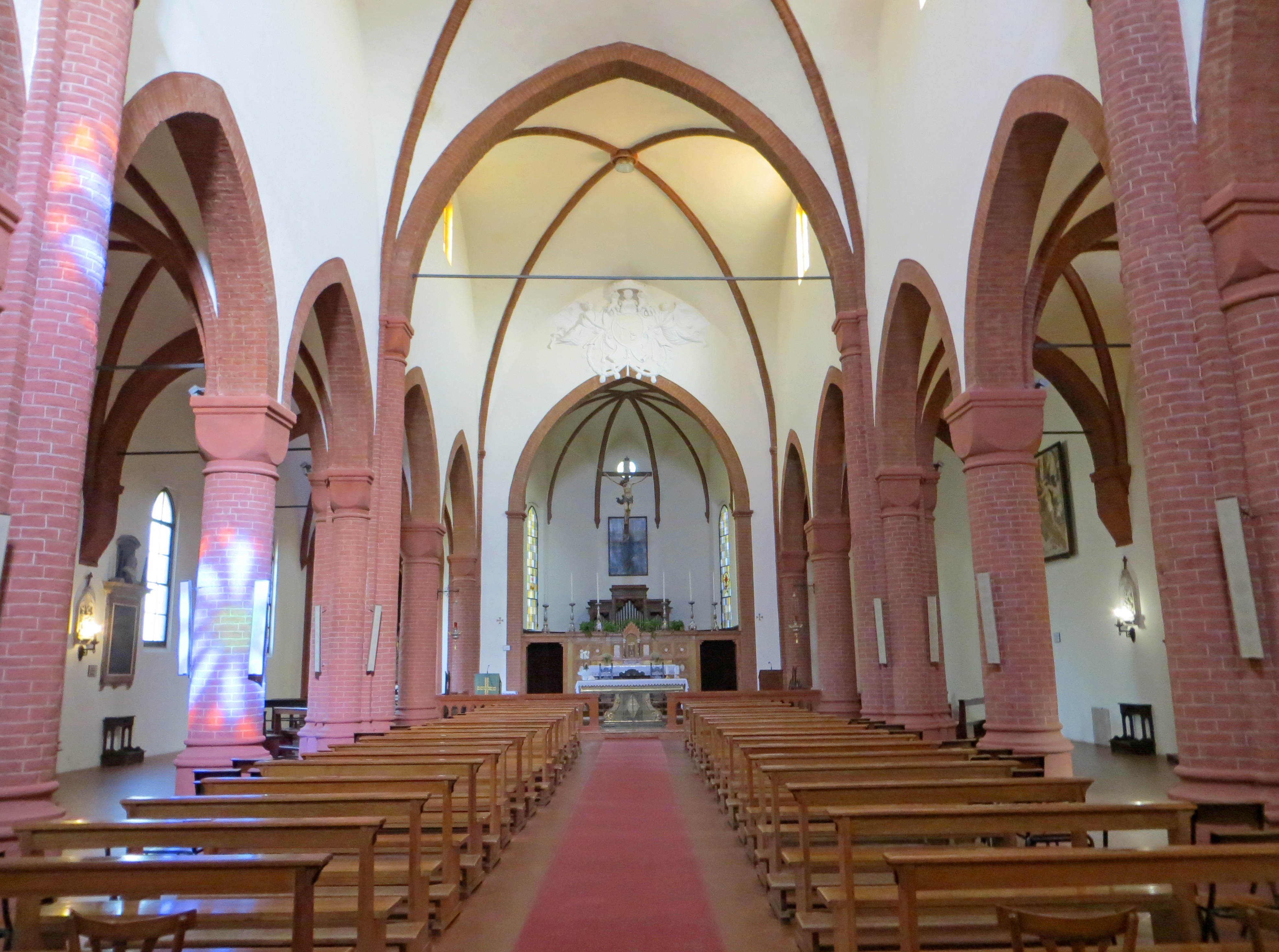
Navata centrale

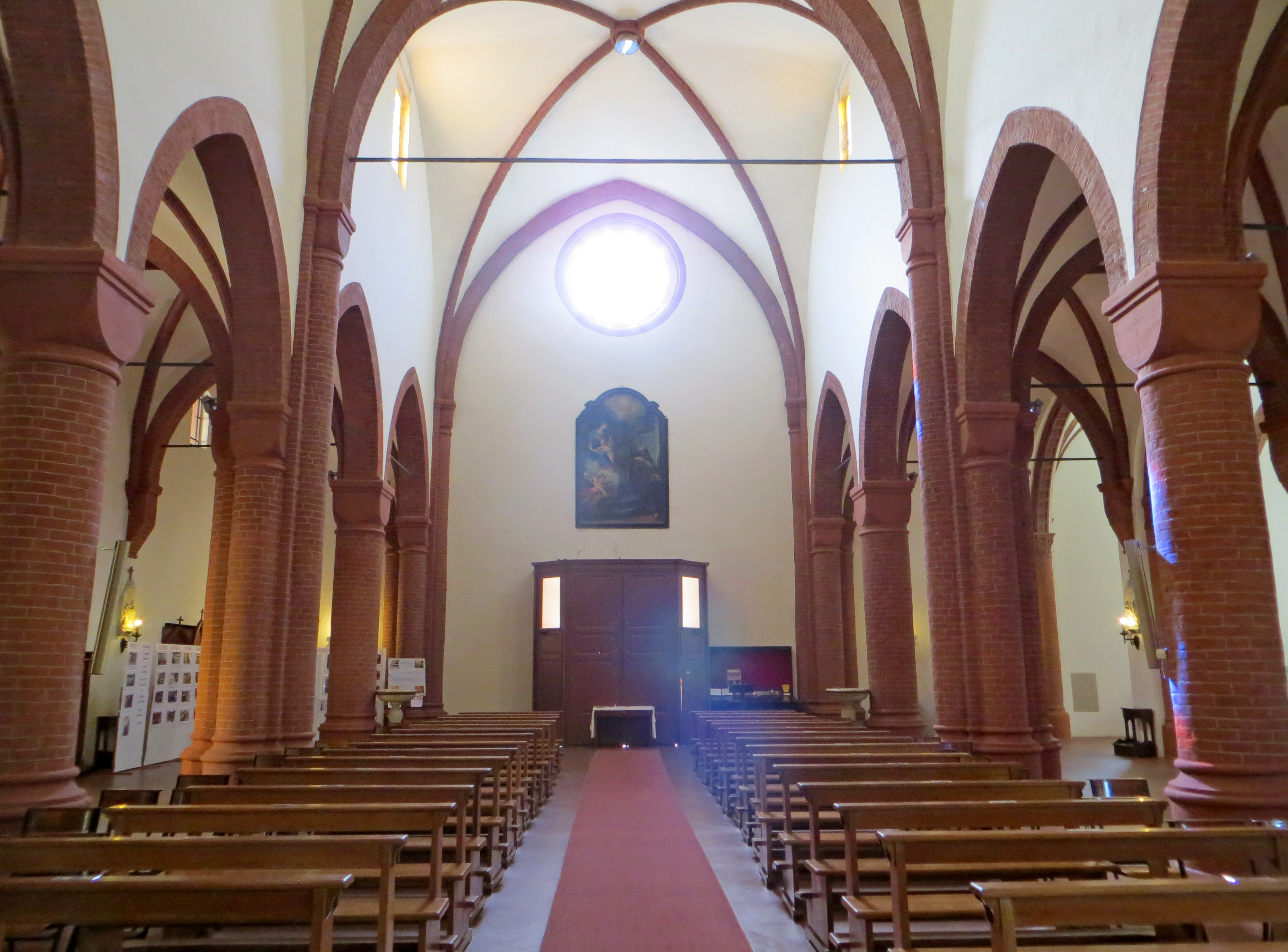
Controfacciata

L'imponente chiesa si sviluppa su una pianta a tre navate, di cui quella centrale molto più larga delle laterali, con cinque cappelle.
La gotica facciata a salienti, interamente rivestita in mattoni rossi, è scandita in tre parti da alte lesene, mentre in sommità corre un elegante motivo in laterizio; al centro si apre il grande portale ad arco ribassato, inquadrato da una cornice ad arco a tutto sesto leggermente strombata, decorata con pregevoli formelle in cotto, realizzate probabilmente dalla bottega di Jacopo de Stavolis nel XV secolo, che raffigurano foglie, intrecci di corde e putti fra tralci e grappoli d'uva; la lunetta è decorata con l'affresco dell'Assunzione della Vergine, risalente al 1952. Al di sopra dell'ingresso è collocato il rosone, anch'esso incorniciato in terracotta. Sulla destra aggetta un piccolo portico con volta a vela, che copre l'accesso al convento.

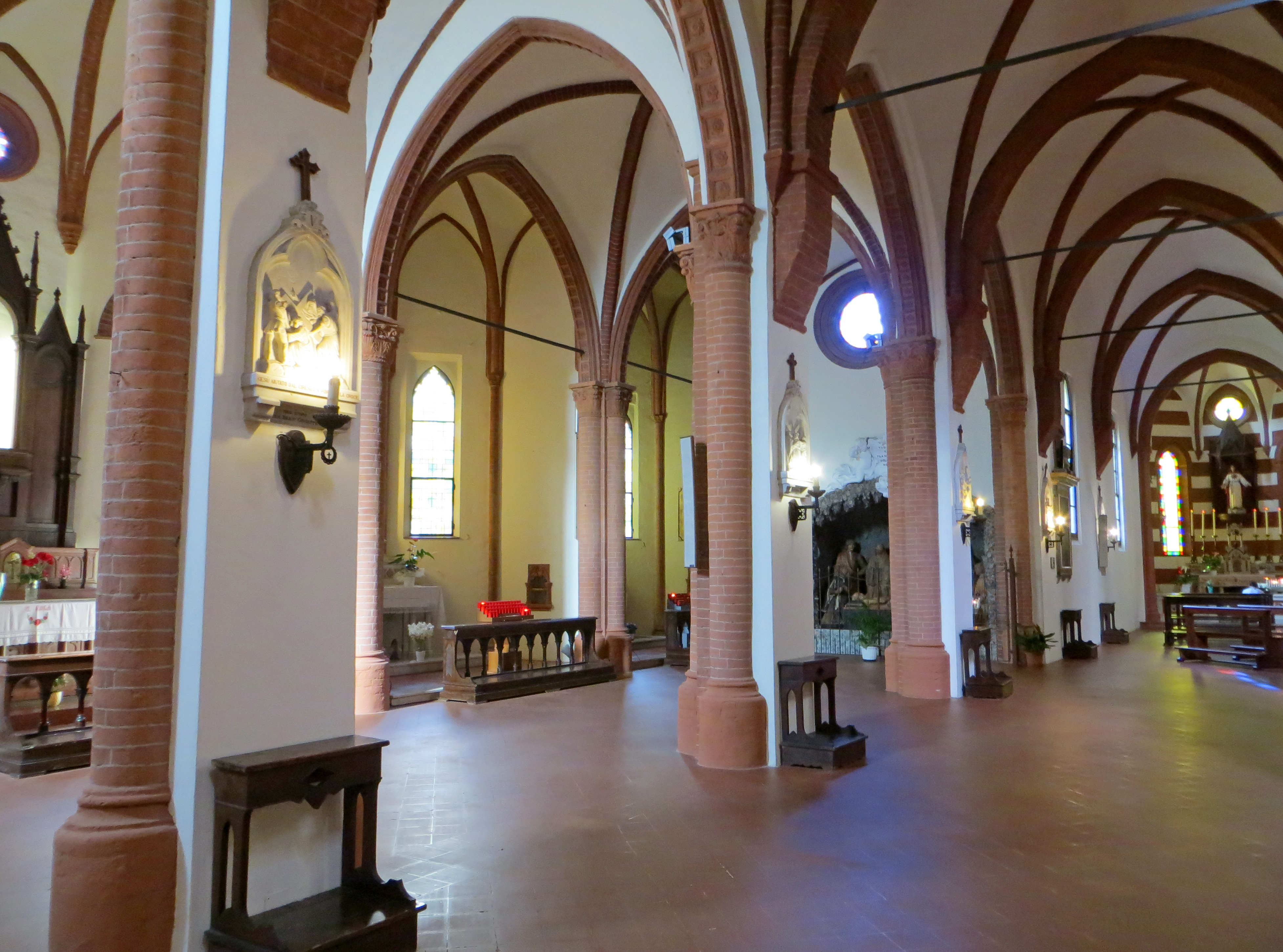
Navate sinistre

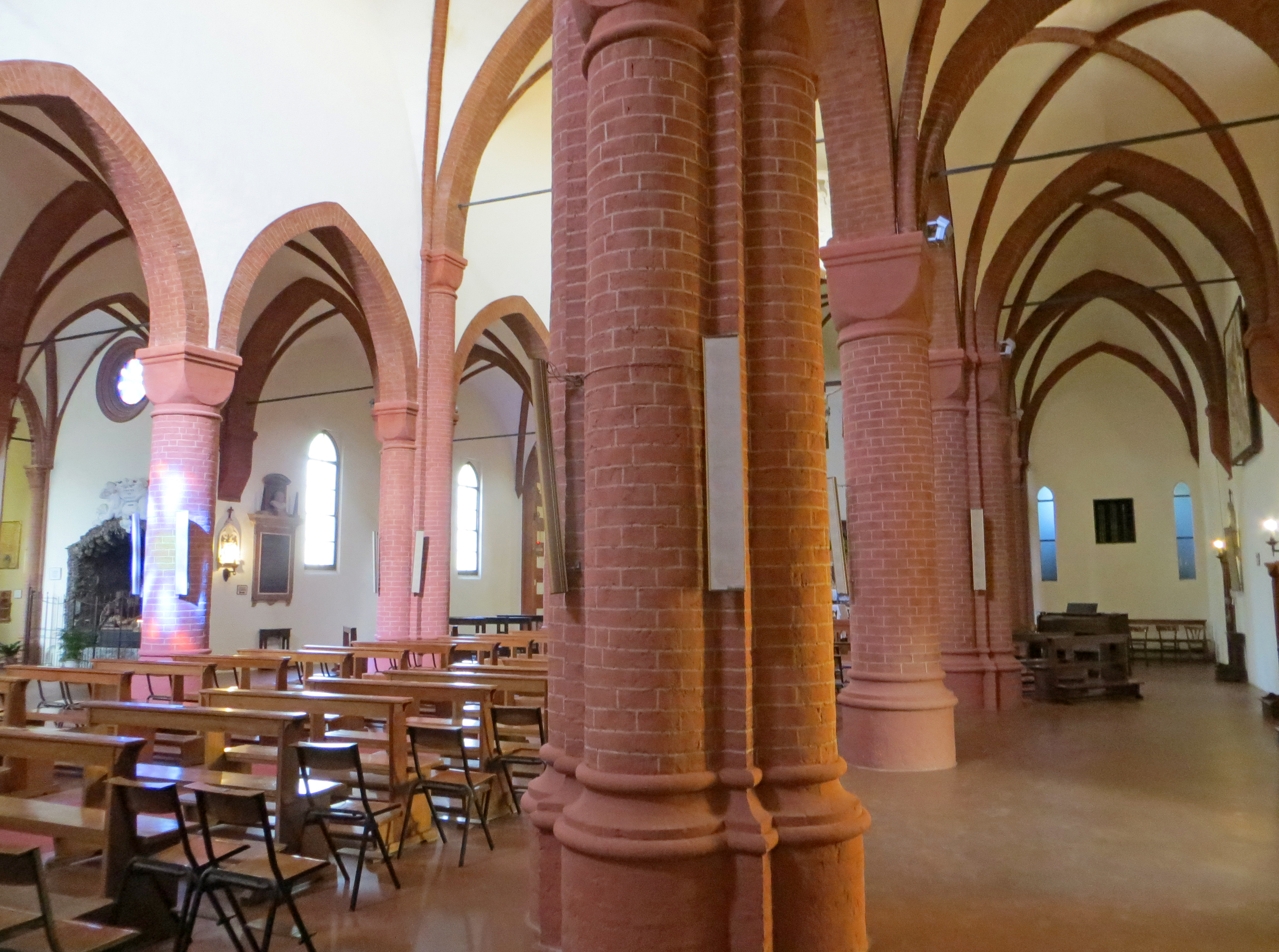
Navate destra e centrale

Dal fianco settentrionale emergono le cappelle laterali, caratterizzate dagli stessi tratti della facciata; vi si aprono inoltre alcune alte monofore con archi a sesto acuto, inquadrate da cornici in laterizio, oltre a piccole finestre rotonde; analoghi motivi sono ripresi anche nella zona absidale, a forma poligonale con contrafforti.

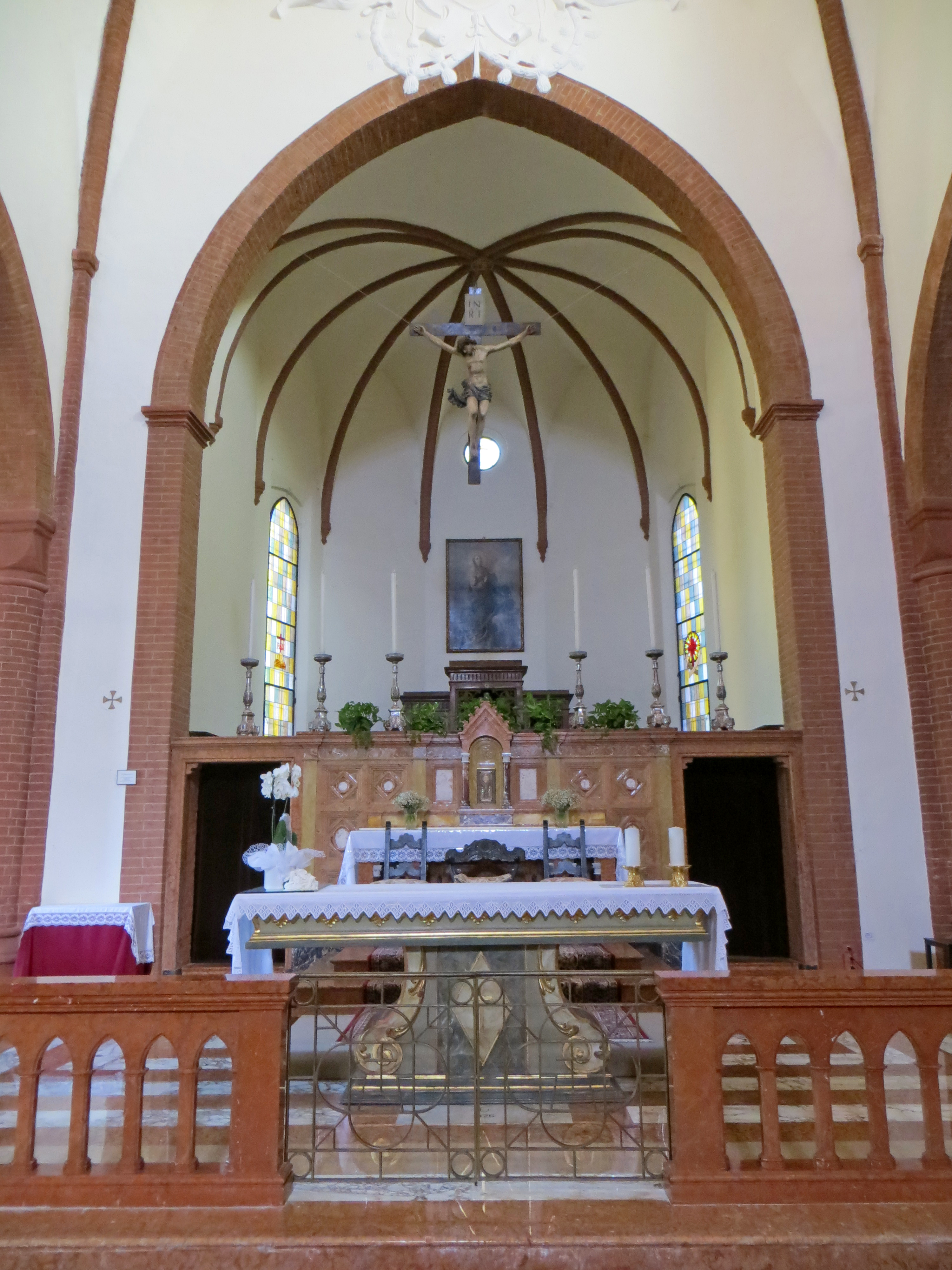
Presbiterio

L'ampio e solenne interno è suddiviso in tre navate da arcate a sesto acuto sorrette da alti pilastri in mattoni con capitelli a cubo scantonato, su cui si elevano le volte a crociera con costoloni dei soffitti, dominati dal candore degli intonaci; sulla sinistra si aprono quattro cappelle collegate fra loro, ad ampliare ulteriormente gli spazi, caratterizzati tuttavia dalla semplicità dei tratti. L'unico elemento decorativo è il grande stemma dell'Ordine Francescano sostenuto da una coppia di angeli, interamente realizzato in stucco, che domina la navata centrale dall'arco a sesto acuto sull'altare maggiore; quest'ultimo fu realizzato, insieme al presbiterio, nel 1926, mentre la balaustra in marmo fu aggiunta nel 1940; il coro ligneo risale invece al 1923.
Lungo il muro della navata destra è appeso un pezzo di affresco staccato, raffigurante Cristo caduto con la Croce e la Veronica, che fu realizzato probabilmente da Nicolò dell'Abate fra il 1543 e il 1544. Accanto è conservata la grande tela della Madonna col bambino e San Pasquale Baylon, dipinta da Clemente Ruta nel 1732. La sagrestia adiacente ospita inoltre la Sacra Famiglia con San Giovannino, Sant'Antonio da Padova e altro Santo francescano, prezioso quadro realizzato da Antonio Campi intorno al 1580.

#### Cappelle

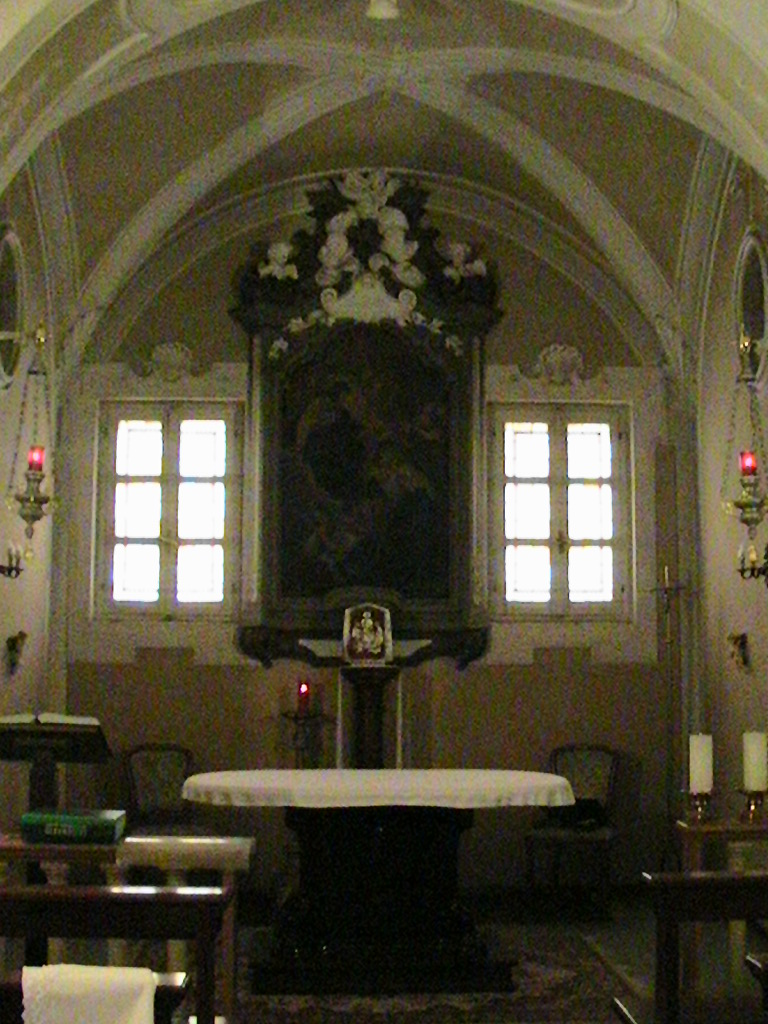
Cappellina di Santa Caterina

La cappella più vicina all'ingresso, dedicata a sant'Antonio da Padova ma in origine intitolata a santa Maria delle Grazie, fu innalzata dopo il 1484 per volere del marchese Giovan Manfredo Pallavicino, figlio di Rolando il Magnifico, quale sepolcro di famiglia; l'altare fu tuttavia sostituito nel 1958. Nel muro di sinistra nel 1905 fu incassato l'affresco della Madonna del Canale, staccato dall'omonimo oratorio che sorgeva sul confine del sagrato della chiesa, ma che fu abbattuto nel 1906 a causa delle pessime condizioni in cui versava; l'affresco, risalente al XV secolo, fu probabilmente realizzato da un allievo di Francesco Squarcione.
La seconda cappella, dedicata a santa Rita da Cascia ma in origine intitolata a sant'Antonio da Padova, fu innalzata come la precedente dopo il 1484; la veste attuale risale però al 1907, quando fu ricostruito il pavimento, fu innalzato il neogotico altare in cemento rosso e graniglia con nicchia lignea, progettato dall'architetto Camillo Uccelli, e furono realizzate le vetrate.
La terza cappella, dedicata alla Vergine Immacolata, fu innalzata nel 1478; l'altare marmoreo risale invece al 1952, mentre la statua della Madonna è settecentesca.
La quarta cappella, dedicata a san Francesco d'Assisi, fu innalzata come la precedente nel 1478; l'altare marmoreo fu però realizzato nel 1922 su progetto dell'architetto Camillo Uccelli.
La cappella collocata al termine della navata laterale di sinistra, dedicata al Santissimo Sacramento, fu innalzata all'epoca della costruzione della chiesa, ma nei secoli successivi fu modificata più volte, fino alla sua veste definitiva, risalente al 1902. Sulla parete sinistra è collocata una lapide marmorea del [1797 a sostegno del busto del francescano Ireneo Affò, insigne letterato e storico settecentesco, sepolto sotto il presbiterio della chiesa.
In origine al termine della navata laterale destra era collocata una sesta cappella, dedicata a san Pietro d'Alcantara, che però fu demolita nel 1846 in quanto fortemente deteriorata.
Sulla destra, a fianco della sagrestia, si apre un'ulteriore cappellina interna, dalle forme barocche, dedicata a santa Caterina, utilizzata per le messe infrasettimanali; al suo interno sono collocati alcuni affreschi raffiguranti santi e personaggi francescani, realizzati fra gli stucchi dal pittore settecentesco Pietro Rubini.

### Compianto sul Cristo morto

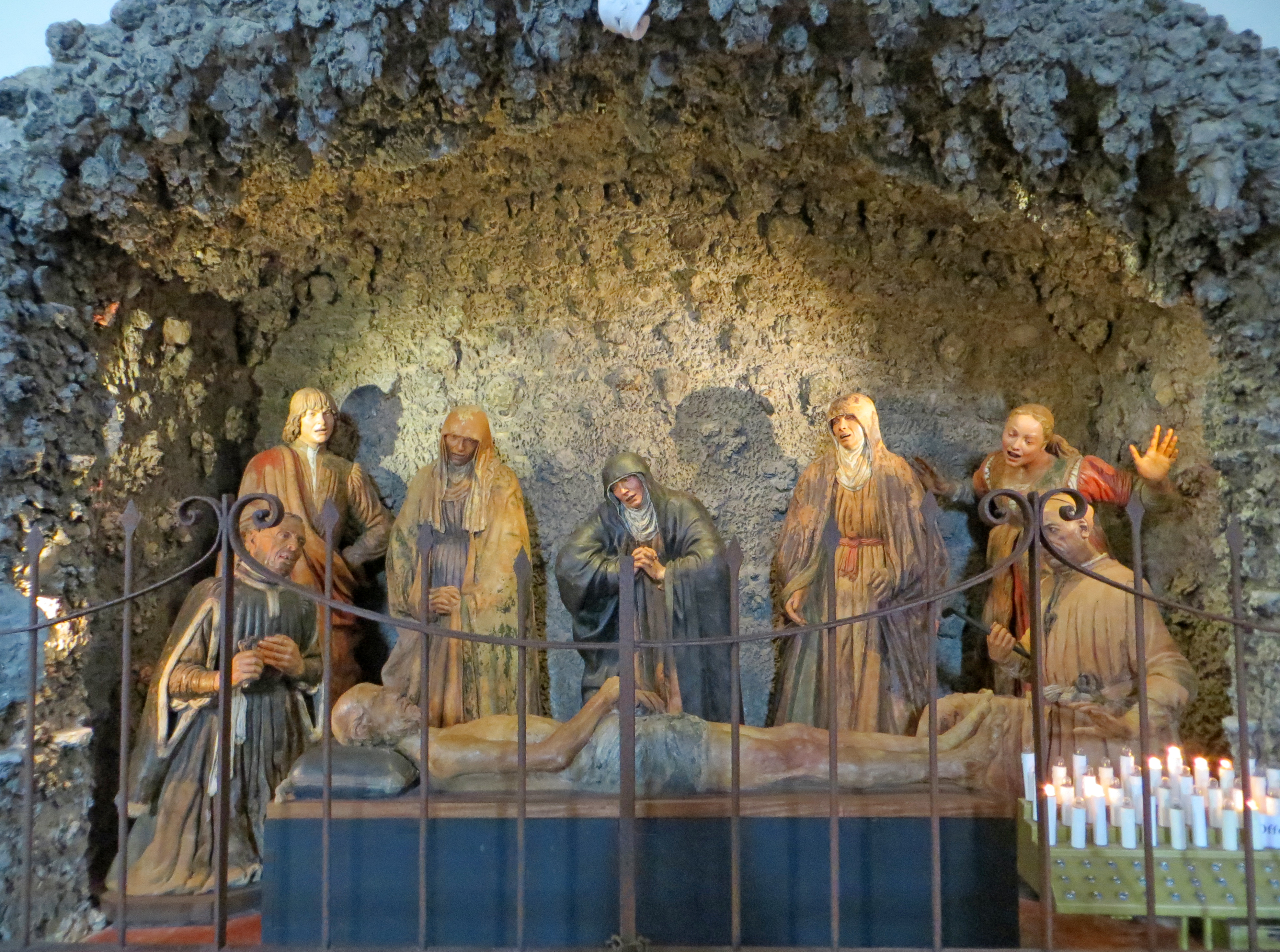
Guido Mazzoni, Compianto sul Cristo morto

All'interno di una finta grotta ricavata accanto alla cappella di san Francesco, si trova l'opera più preziosa di tutta la chiesa: il Compianto sul Cristo morto, gruppo di otto statue in terracotta dipinta a grandezza naturale, realizzato da Guido Mazzoni fra il 1476 e il 1477 per volere della nobile famiglia bussetana dei Marziani; lo stemma in gesso dei committenti è collocato sulla sommità dell'antro, sorretto da due angeli addolorati.
Sono raffigurati attorno a Gesù deposto dalla croce, da sinistra, i santi Giuseppe d'Arimatea, Giovanni evangelista, Maria di Salome, Maria, Maria di Cleofa, Maria Maddalena e Nicodemo.
L'elemento di maggior evidenza è costituito dall'estremo realismo delle figure, che esprimono un'eccezionale intensità emotiva; il cupo dolore e l'angoscia che pervadono l'intero gruppo sono ravvisabili soprattutto nelle figure della Madonna piangente e della Maddalena, che sembra realmente gridare la sua disperazione, coinvolgendo anche gli astanti.
Il Compianto fu rimosso dalla chiesa nel 1810, in seguito alla soppressione degli ordini religiosi decretata da Napoleone, e fu trasferito nella chiesa parrocchiale di san Rocco dell'omonima frazione bussetana; nel 1845 il vescovo di Fidenza ne decise la ricollocazione originaria, avviandone al contempo un'opera di restauro, non del tutto soddisfacente; l'ultimo intervento della fine del XX secolo riportò invece il gruppo al suo splendore.

### Convento

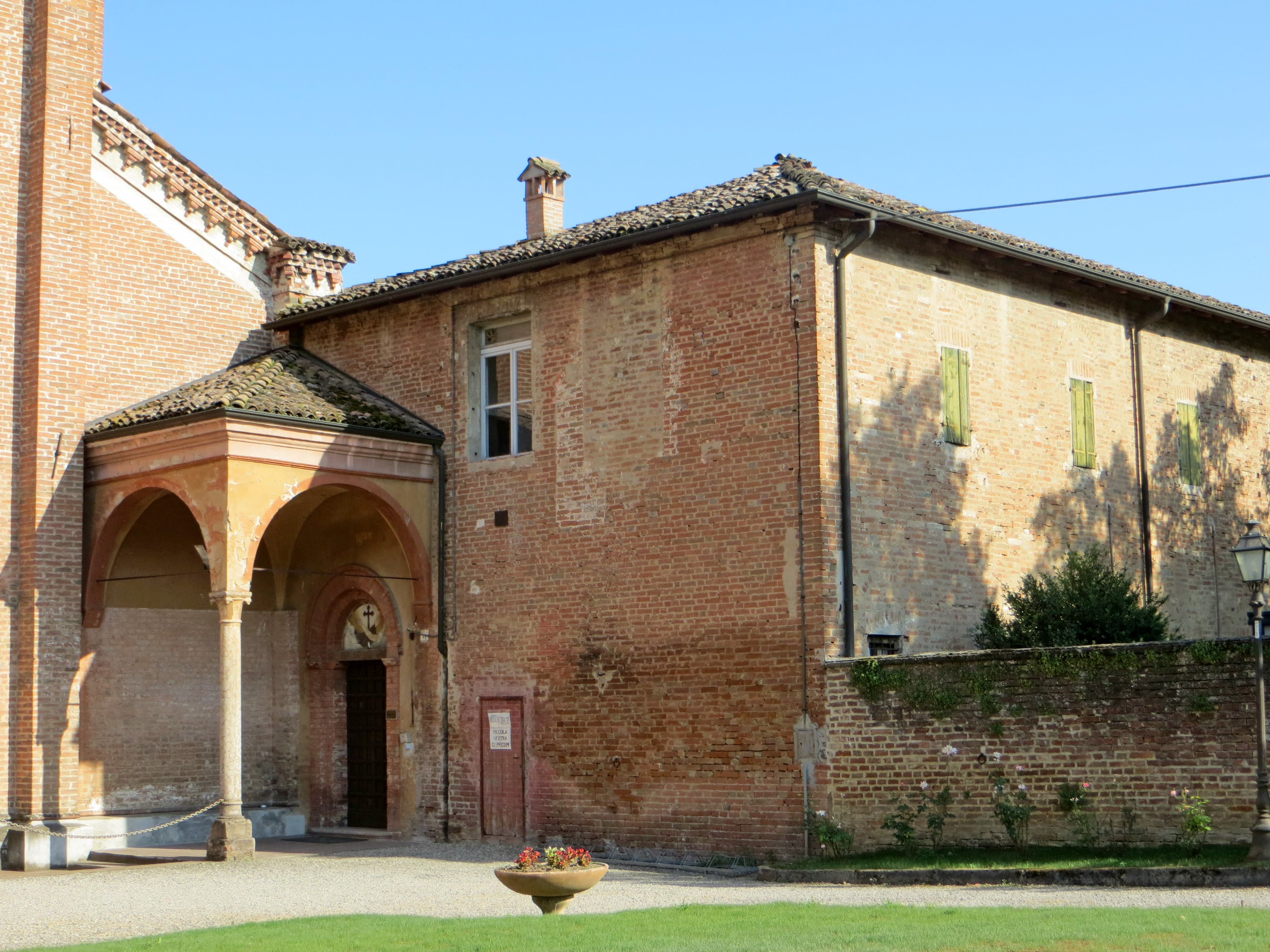
Ingresso al convento

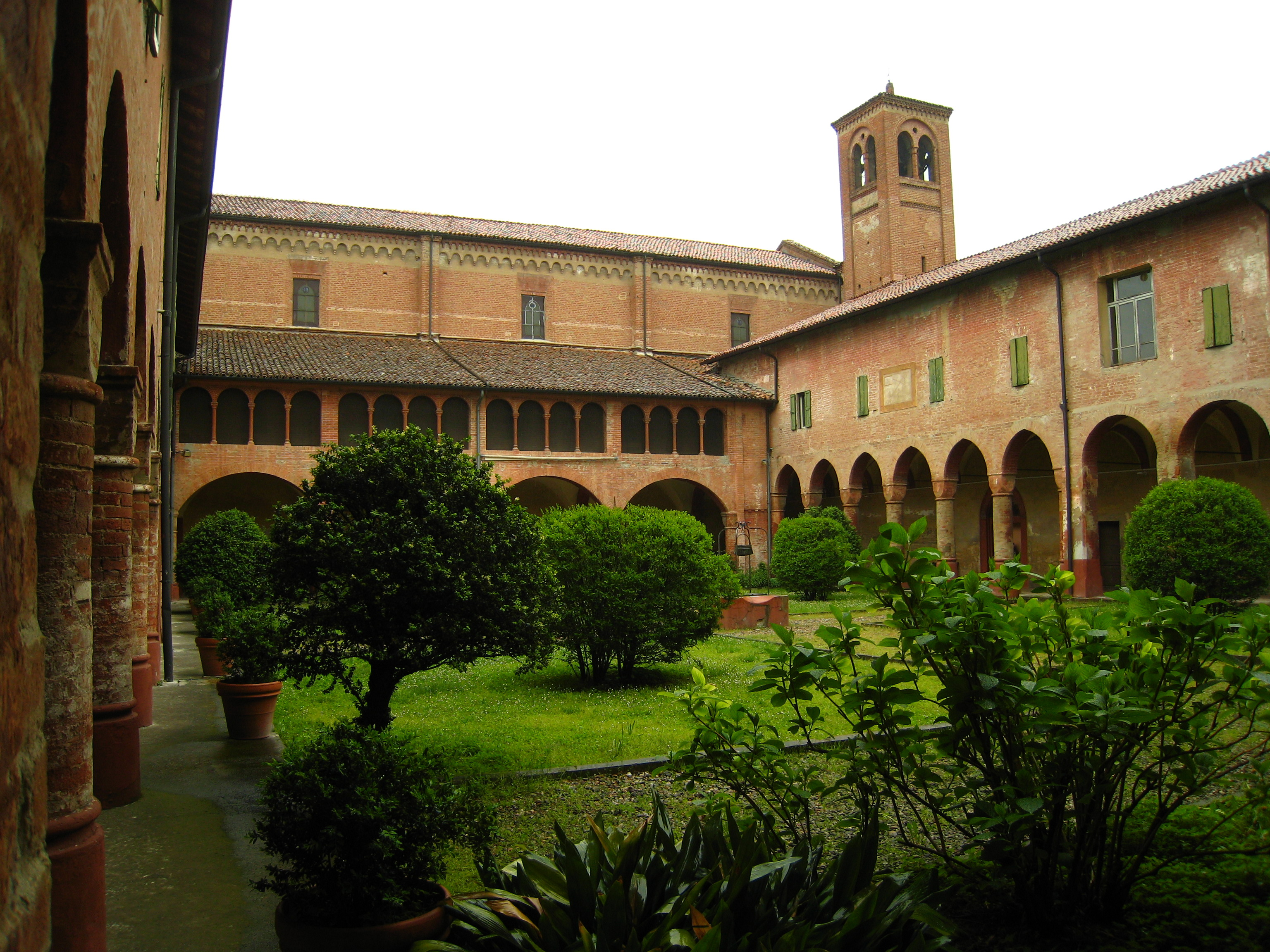
Chiostro del convento

Il convento, accessibile attraverso l'ingresso a lato della facciata della chiesa, si sviluppa attorno a un grande chiostro rettangolare, con quadriportico, frutto di numerosi ampliamenti avvenuti fino al XIX secolo; quasi interamente rivestito in mattoni rossi, presenta arcate differenti fra un lato e l'altro, sia nell'ampiezza che nelle caratteristiche. La fronte nord, attigua alla chiesa, è caratterizzata dalla loggetta del primo piano con eleganti archetti a tutto sesto, poggianti su esili colonnine, ripristinata fra il 1928 e il 1930 dall'architetto Camillo Uccelli. Sui due lati adiacenti al primo livello sono murate le due parti complementari di un'antica meridiana, restaurate intorno al 2000.
Al primo piano si sviluppano gli ampi ma semplici corridoi, su cui si aprono le numerose cellette dei frati; al termine di uno dei bracci è murato, all'interno di un grande affresco a trompe l'oeil, un insolito grande orologio.
Il convento ospita anche una storica biblioteca, fondata all'epoca di edificazione della struttura ed arricchita nei secoli successivi grazie alle offerte dei Pallavicino; all'interno delle antiche librerie sono conservati numerosi e preziosi volumi plurisecolari, riordinati per la prima volta da padre Ireneo Affò nel 1766. Inoltre, dal 2001 la vecchia falegnameria settecentesca è sede della biblioteca "Giovannino Guareschi", che conserva numerosi oggetti e locandine che un tempo appartenevano al celeberrimo scrittore, donati direttamente dai suoi figli.
L'ambiente di maggior pregio è però rappresentato dal refettorio, coperto da una volta a botte lunettata, su cui sono dipinti grandi stemmi dei Pallavicino; la parete di fondo ad arco è ricoperta da un'enorme e preziosa tela attribuita a Michelangelo Anselmi, dipinta fra il 1538 e il 1540, che raffigura l'Ultima Cena; 
collocata in origine nel vecchio refettorio, fu successivamente rimossa e spostata nell'attuale posizione, le cui differenti dimensioni costrinsero i frati a tagliarne una parte in basso al centro, ove si trova la porta d'ingresso, e ad integrare una nuova porzione in alto per occupare interamente la lunetta.
Gli ambienti del convento conservano altre tele di pregio: San Felice da Cantalice che riceve il Bambino dalla Vergine, attribuito a frà Semplice da Verona, risalente alla prima metà del XVII secolo; La Madonna Immacolata di Ignazio Stern, risalente al 1722; Il Beato Giovanni Buralli che celebra la Messa, di Carlo Angelo Dal Verme, risalente al 1779; La Peccatrice Innominata, di un ignoto pittore fiammingo risalente al XVI secolo.

### Oratorio della Madonna Rossa

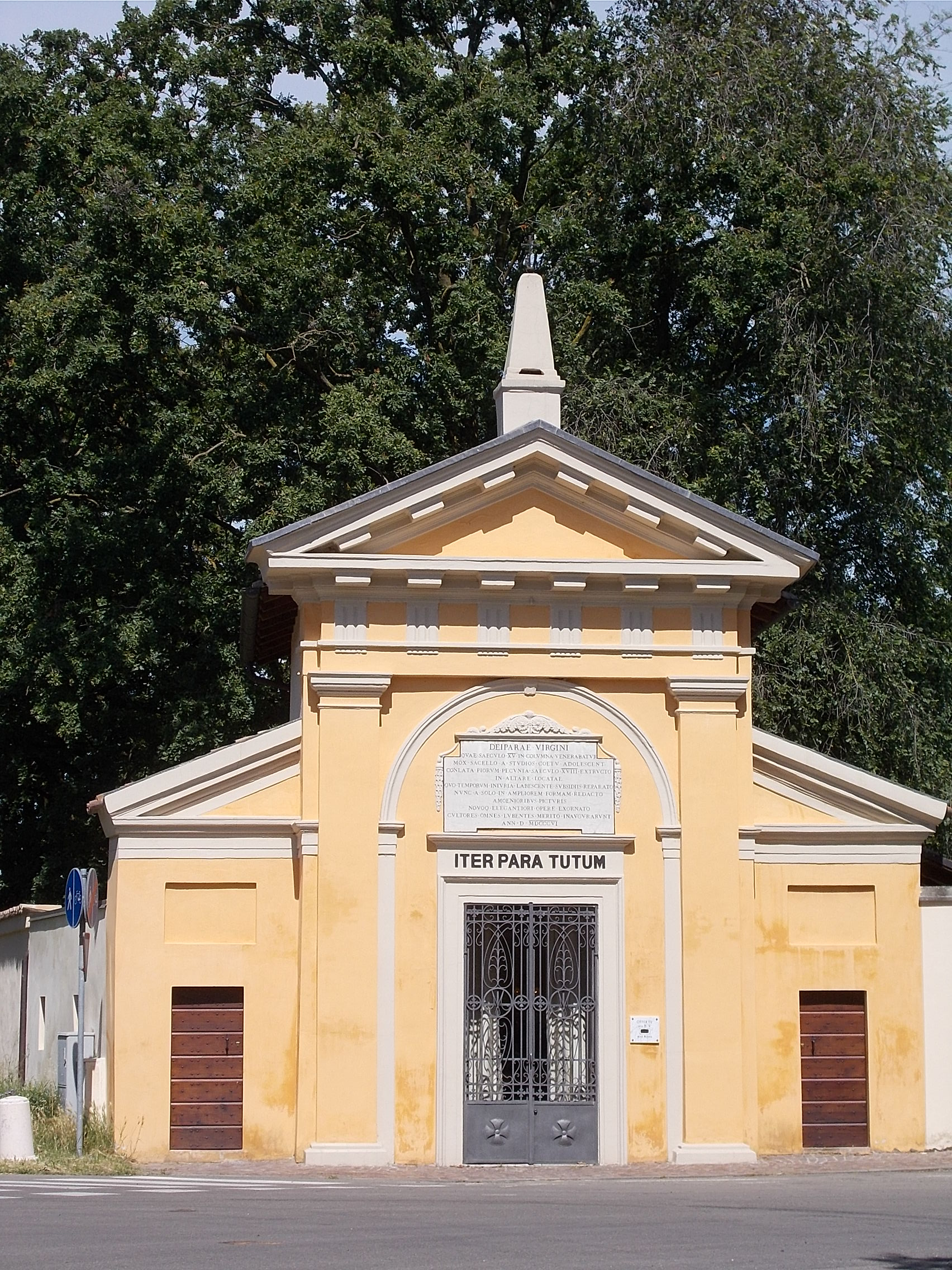
Oratorio della Madonna Rossa

Sul retro e ai lati del grande complesso si estende un vasto parco recintato, sul cui spigolo sud-est si innalza un piccolo oratorio con accesso diretto dalla strada, nelle immediate vicinanze della stazione ferroviaria.
La piccola cappella, dedicata alla Madonna Rossa per via del colore del quattrocentesco bassorilievo della Vergine in terracotta che vi è conservato, fu innalzata in epoca remota, ma ampliata e ristrutturata in stile neoclassico nel 1806; i successivi restauri del 1913 e del 1938 modificarono gli interni, mentre l'elegante e simmetrica facciata mantenne inalterate le tipiche caratteristiche ottocentesche, dalle lesene con capitelli a sostegno dell'architrave con triglifi, al grande timpano di coronamento.

### Casa del pellegrino
Dal sagrato della chiesa si accede sulla destra ad un piccolo parco attrezzato, intitolato a Emanuele Bonilauri, giovane operaio bussetano scomparso tragicamente in Svizzera nel 1999.
Al suo interno si trova la casa del Pellegrino, struttura creata a partire dal 1995 per iniziativa del bussetano Sergio Fulcini e di padre Angelo, superiore del convento, recuperando l'antica casa del viandante che all'epoca versava in stato fatiscente; inaugurato nel 1999, l'edificio, oltre a costituire un luogo di sosta e ritrovo per tutti i frequentatori del luogo, ospita una mostra permanente di presepi.